# عمه أقسام الجسد
عمه أقسام الجسد أو العمه الجسدي (بالإنجليزية: Asomatognosia)‏ هو اضطراب عصبي يتميز بفقدان الوعي أو فقدان الشعور بجزء من الجسم ، بحيث أنهم ينفون ملكيتهم لأطرافهم، يمكن أيضا أن يعزى الطرف إلى شخص آخر، وهو الوهم المعروف باسم somatoparaphrenia ، وقد ركز بعض المؤلفين على مدى انتشار الإهمال الكُليمي لدى هؤلاء المرضى.